# Ямариця
Ямариця (хорв. Jamarica) — населений пункт у Хорватії, в Сисацько-Мославинській жупанії у складі міста Кутина.

## Населення
Населення за даними перепису 2011 року становило 410 осіб.
Динаміка чисельності населення поселення:

## Клімат
Середня річна температура становить 11,33 °C, середня максимальна – 25,74 °C, а середня мінімальна – -5,48 °C. Середня річна кількість опадів – 907 мм.
| Клімат поселення                              | Клімат поселення | Клімат поселення | Клімат поселення | Клімат поселення | Клімат поселення | Клімат поселення | Клімат поселення | Клімат поселення | Клімат поселення | Клімат поселення | Клімат поселення | Клімат поселення | Клімат поселення |
| Показник                                      | Січ.             | Лют.             | Бер.             | Квіт.            | Трав.            | Черв.            | Лип.             | Серп.            | Вер.             | Жовт.            | Лист.            | Груд.            |                  |
| Середній максимум, °C                         | 6,46             | 8,55             | 12,98            | 17,41            | 22,36            | 25,74            | 25,03            | 24,20            | 20,34            | 15,37            | 9,86             | 5,39             |                  |
| Середня температура, °C                       | 0,49             | 2,59             | 7,02             | 11,44            | 16,40            | 19,78            | 21,36            | 20,53            | 16,66            | 11,68            | 6,18             | 1,73             |                  |
| Середній мінімум, °C                          | −5,48            | −3,37            | 1,06             | 5,47             | 10,43            | 13,82            | 17,70            | 16,88            | 12,99            | 8,02             | 2,52             | −1,93            |                  |
| Норма опадів, мм                              | 57               | 52               | 61               | 74               | 81               | 95               | 84               | 88               | 76               | 82               | 88               | 69               |                  |
| Середньомісячна швидкість вітру, м/с          | 1.80             | 2.00             | 2.40             | 2.30             | 2.10             | 1.90             | 1.90             | 1.70             | 1.70             | 1.79             | 1.80             | 1.80             |                  |
| Середньомісячна сонячна радіація, кДж/м²·день | 4275             | 7052             | 10916            | 15350            | 19645            | 21755            | 22607            | 19766            | 14844            | 9069             | 4793             | 3528             |                  |
| --------------------------------------------- | ---------------- | ---------------- | ---------------- | ---------------- | ---------------- | ---------------- | ---------------- | ---------------- | ---------------- | ---------------- | ---------------- | ---------------- | ---------------- |
| Джерело:                                      |                  |                  |                  |                  |                  |                  |                  |                  |                  |                  |                  |                  |                  |